# V2129 del Serpentari
V2129 del Serpentari (V2129 Ophiuchi) és un estel variable a la constel·lació del Serpentari.Molt tènue per ser observada a ull nu -la seva magnitud aparent màxima és +11,2-, s'hi troba a la regió de formació estel·lar de ρ Ophiuchi a 391 anys llum del sistema solar.
V2129 del Serpentari és una jove estrella T Tauri de tipus espectral K5e. Té una temperatura efectiva d'uns 4.500 K i la seva lluminositat és un 40% major que la lluminositat solar. El seu radi és el doble de gran que el del Sol i gira sobre si mateixa amb una velocitat de rotació projectada de 14,5 km/s. El seu eix està inclinat 65 ° respecte a l'observador terrestre, i el seu període de rotació mitjà és de 6,53 dies, doncs sembla que aquest varia entre 6,35 i 6,60 dies.
Els models d'evolució estel·lar contemplen que V2129 del Serpentari té una massa un 35% major que la massa solar. D'altra banda, l'acreció de massa sobre l'estel és només moderada, estimant-se en 10-8 masses solars per any. Presenta un clar excés en l'infraroig a 10 μm, típic de discos d'acreció de pols; la massa d'aquest disc pot ser equivalent a la massa del planeta Júpiter. La seva edat es quantifica entre 2 i 3 milions d'anys, la qual cosa suposa només 1/1.850 de l'edat del Sol.
V2129 del Serpentari posseeix un camp magnètic amb dos components, un octopolar i un altre dipolar de 2,1 i 0,9 kG respectivament, tots dos inclinats 20 ° respecte a l'eix de rotació. S'ha constatat que la topologia del camp magnètic va canviar significativament al llarg d'un període de cinc anys.

## Variabilitat
V2129 del Serpentari està catalogada com a variable Orió. A la seva fotosfera s'ha identificat una taca fosca que hom pensa que és responsable de la fluctuació del període de rotació conforme la taca migra en latitud en una escala de temps llarga.
L'emissió de raigs X per part de V2129 Ophiuchi és variable en una escala de temps d'hores. Així mateix, s'ha detectat una flamarada d'unes deu hores de durada que va incrementar la seva lluminositat en rajos X en un factor de 3.

## Companya estel·lar
V2129 del Serpentari té una companya estel·lar, denominada 2MASS J16262096-2408468, la separació visual de la qual és de 6 segons d'arc. Això equival a una distància projectada de 70 ua aproximadament. Aquesta companya té una massa de 0,1 masses solars.